# Nqeir
Nqeir (tiếng Ả Rập: النقير) là một ngôi làng Syria nằm ở Khan Shaykhun Nahiyah ở huyện Maarrat al-Nu'man, Idlib. Theo Cục Thống kê Trung ương Syria (CBS), Nqeir có dân số 1602 trong cuộc điều tra dân số năm 2004.